# NGC 404
NGC 404 este o galaxie lenticulară situată în constelația Andromeda. A fost descoperită în 13 septembrie 1784 de către William Herschel. De asemenea, a fost observată încă o dată în 17 noiembrie 1827 de către John Herschel.

## Galerie

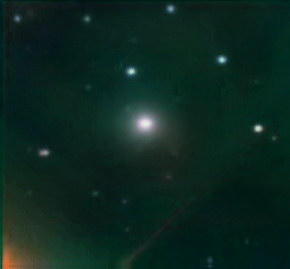
NGC 404
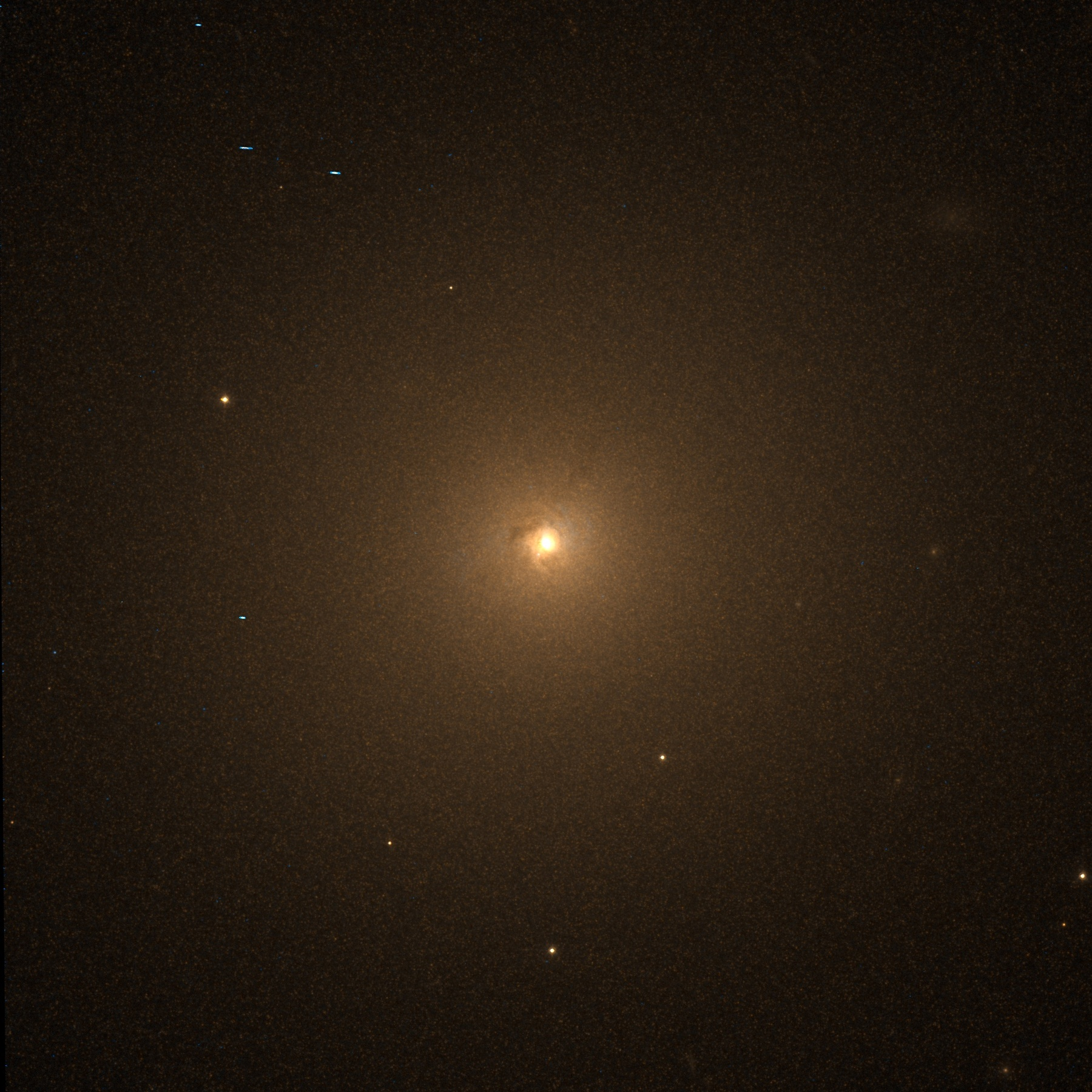
NGC 404 (Telescopul spațial Hubble)
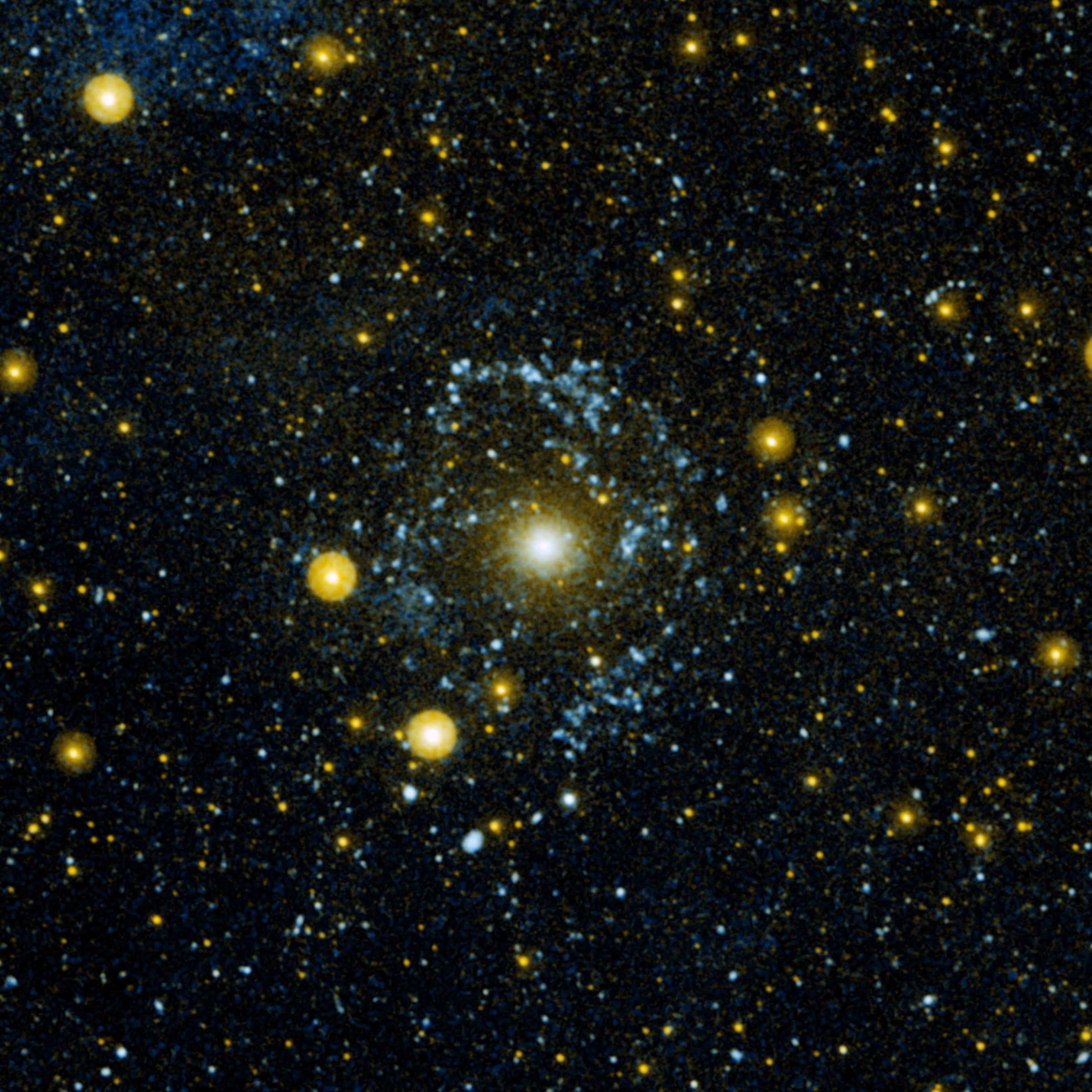
NGC 404 (ultraviolet)